# Atelopus sernai
Atelopus sernai är en groddjursart som beskrevs av Pedro M. Ruiz-Carranza och Mariela Osorno-Muñoz 1994. Atelopus sernai ingår i släktet Atelopus och familjen paddor. IUCN kategoriserar arten globalt som akut hotad. Inga underarter finns listade.